# Campionato del mondo rally 1994
Il campionato del mondo rally 1994 è la 22ª edizione del campionato del mondo rally organizzato dalla Federazione Internazionale dell'Automobile.

## Le premesse
La stagione è composta da 10 rally. Il 1994 rappresenta un anno importante per la storia del campionato mondiale rally; infatti lo storico team privato Jolly Club, che nel 1992 e 1993 aveva gestito privatamente le plurititolate Lancia Delta HF Integrale dopo il ritiro della casa madre a fine 1991, decide di non partecipare al mondiale lasciando così campo libero ai costruttori giapponesi.
Pronte a sfidare la Toyota, maggiore avversario della casa torinese negli anni precedenti, c'erano la Ford, unico costruttore non asiatico nel mondiale e che già l'anno prima aveva fatto cose egregie (portandosi per un periodo anche al comando della classifica piloti con François Delecour), la Subaru che riponeva nell'ormai competitiva Impreza 555 grandi possibilità di giocarsi il titolo, e infine la Mitsubishi, team in grande crescita.
Toyota evolve la Celica Turbo 4WD e la affida alle mani del finlandese campione del mondo uscente Juha Kankkunen, del francese Didier Auriol e dell'italiano Andrea Aghini. Ford consegna le proprie Escort RS Cosworth al transalpino Delecour, all'italiano Massimo Biasion e al belga Bruno Thiry; Subaru si mette nelle mani del già due volte campione del mondo Carlos Sainz, e dei promettenti britannici Colin McRae e Richard Burns. Infine Mitsubishi schiera tre Lancer Evolution per l'esperto Kenneth Eriksson, il tedesco Armin Schwarz e per l'argentino Jorge Recalde.

## Teams e piloti
| Team                        | Costruttore | Macchina                                  | Pneumatici | Piloti                | Round           |
| --------------------------- | ----------- | ----------------------------------------- | ---------- | --------------------- | --------------- |
| Toyota Castrol Team         | Toyota      | Celica GT-Four ST185 Celica GT-Four ST205 | M          | Juha Kankkunen        | All             |
| Toyota Castrol Team         | Toyota      | Celica GT-Four ST185 Celica GT-Four ST205 | M          | Didier Auriol         | All             |
| Toyota Castrol Team         | Toyota      | Celica GT-Four ST185 Celica GT-Four ST205 | M          | Andrea Aghini         | 2, 4, 9         |
| Toyota Castrol Team         | Toyota      | Celica GT-Four ST185 Celica GT-Four ST205 | M          | Ian Duncan            | 3               |
| Toyota Castrol Team         | Toyota      | Celica GT-Four ST185 Celica GT-Four ST205 | M          | Yoshio Fujimoto       | 3, 5, 7, 10     |
| Toyota Castrol Team         | Toyota      | Celica GT-Four ST185 Celica GT-Four ST205 | M          | Marcus Grönholm       | 8               |
| Toyota Castrol Team         | Toyota      | Celica GT-Four ST185 Celica GT-Four ST205 | M          | Gilberto Pianezzola   | 9               |
| Toyota Castrol Team         | Toyota      | Celica GT-Four ST185 Celica GT-Four ST205 | M          | Piero Longhi          | 9               |
| 555 Subaru World Rally Team | Subaru      | Impreza 555                               | P          | Carlos Sainz          | 1–2, 4–10       |
| 555 Subaru World Rally Team | Subaru      | Impreza 555                               | P          | Colin McRae           | 1–2, 4–10       |
| 555 Subaru World Rally Team | Subaru      | Impreza 555                               | P          | Peter 'Possum' Bourne | 7               |
| 555 Subaru World Rally Team | Subaru      | Impreza 555                               | P          | Richard Burns         | 7, 10           |
| Ford Motor Company          | Ford        | Escort RS Cosworth                        | M          | Miki Biasion          | 1–2, 4–7, 9–10  |
| Ford Motor Company          | Ford        | Escort RS Cosworth                        | M          | François Delecour     | 1–2, 8–10       |
| Ford Motor Company          | Ford        | Escort RS Cosworth                        | M          | Bruno Thiry           | 1–2, 4, 6, 8–10 |
| Ford Motor Company          | Ford        | Escort RS Cosworth                        | M          | Alex Fiorio           | 2               |
| Ford Motor Company          | Ford        | Escort RS Cosworth                        | M          | Gianfranco Cunico     | 4               |
| Ford Motor Company          | Ford        | Escort RS Cosworth                        | M          | Malcolm Wilson        | 5, 10           |
| Ford Motor Company          | Ford        | Escort RS Cosworth                        | M          | Ari Vatanen           | 5–8, 10         |
| Ford Motor Company          | Ford        | Escort RS Cosworth                        | M          | Tommi Mäkinen         | 8               |
| Ford Motor Company          | Ford        | Escort RS Cosworth                        | M          | Stig Blomqvist        | 10              |
| Mitsubishi Ralliart Europe  | Mitsubishi  | Lancer Evo 1 Lancer Evo 2                 | M          | Armin Schwarz         | 1, 5, 7, 9      |
| Mitsubishi Ralliart Europe  | Mitsubishi  | Lancer Evo 1 Lancer Evo 2                 | M          | Kenneth Eriksson      | 1, 5, 7         |
| Mitsubishi Ralliart Europe  | Mitsubishi  | Lancer Evo 1 Lancer Evo 2                 | M          | Kenjirō Shinozuka     | 3               |
| Mitsubishi Ralliart Europe  | Mitsubishi  | Lancer Evo 1 Lancer Evo 2                 | M          | Tommi Mäkinen         | 9               |
| Société Diac                | Renault     | Clio Williams                             | M          | Jean Ragnotti         | 1, 4            |
| Société Diac                | Renault     | Clio Williams                             | M          | Alain Oreille         | 1, 4            |
| Société Diac                | Renault     | Clio Williams                             | M          | Philippe Bugalski     | 4               |
| Société Diac                | Renault     | Clio Williams                             | M          | Serge Jordan          | 4               |
| Société Diac                | Renault     | Clio Williams                             | M          | Claude Balesi         | 4               |
| Subaru Rally Team Japan     | Subaru      | Impreza WRX                               | P          | Patrick Njiru         | 3               |
| Subaru Rally Team Japan     | Subaru      | Impreza WRX                               | P          | Richard Burns         | 3               |
| Jolly Club                  | Ford        | Escort RS Cosworth                        | P          | Gianfranco Cunico     | 9               |
| Jolly Club                  | Ford        | Escort RS Cosworth                        | P          | Malcolm Wilson        | 9               |

## La stagione

Toyota, al suo secondo titolo costruttori consecutivo grazie alla vecchia Celica Turbo 4WD, porta inoltre al debutto nel finale di stagione la nuova Celica GT-Four (sopra).

Al via del Rally di Montecarlo, prima prova della stagione, Auriol parte deciso a portare a quattro le vittorie nella prova del Principato e, difatti, va subito al comando della gara seguito come un'ombra da Delecour. Auriol però esce di strada e François Delecour con la Escort RS Cosworth vince il rally. Dietro di lui giungono nell'ordine Kankkunen, Sainz e Biasion.
Il secondo rally in calendario è quello di Svezia che però è valido solo per la coppa 2 litri e non può quindi essere affrontato dai team principali.
Tutti dunque preannunciano un duello tra Tommi Mäkinen, Marcus Grönholm e Per Eklund, i quali però sono costretti a abbandonare l'uno dopo l'altro consegnando la vittoria a Thomas Rådström che precede Mats Jonsson e Stig Blomqvist.
La terza tappa del Campionato del Mondo prevede il rally del Portogallo. Delecour si porta subito in testa e la Ford dimostra così di fatto che ha i mezzi e gli uomini per contrastare la Toyota. Una valvola però frena presto la corsa del francese e a prendere il comando quindi è Kankkunen che non molla la testa fino alla fine.
La gara registra quindi un duello per il secondo posto tra Biasion e Auriol che entusiasma il pubblico portoghese e nel quale a spuntarla sarà il francese della Toyota per soli dieci secondi.
Dietro di loro arriva Carlos Sainz.
Dopo le tre gare europee ci si sposta in Africa per il Safari Rally; uno dei rally più lunghi e faticosi del mondiale. Come ormai è abitudine, la Toyota si presenta per la maratona africana con un numero incredibile di uomini, mezzi e ricambi per seguire le quattro Celica affidate a Kankkunen, ai due veloci piloti Duncan e Fujimoto che conoscono queste strade a memoria e infine ad Auriol, al debutto in questo rally.
La casa nippo-tedesca inoltre è senza rivali in questo rally; la Subaru è impegnata in lunghi test per migliorare l'Impreza come richiesto da Sainz e manda in Africa il solo Burns (poi quinto al traguardo), la Ford invece preferisce concentrarsi sui rally successivi come tra l'altro la Mitsubishi (il trasferimento per questo rally infatti è molto costoso).
Le Toyota così si dimostrano ben presto irraggiungibili per le auto dei piloti locali e l'unica minaccia resta Kenjirō Shinozuka, con una Lancer semi-ufficiale.
Tutti si aspettano una vittoria di Kankkunen che domina incontrastato la corsa, ma il pilota finlandese a metà gara è costretto al ritiro per via di un guado non segnalato dai ricognitori, mentre Auriol, causa scarsa conoscenza delle piste africane e soprattutto per via di alcuni problemi alla sua Celica si ritrova pesantemente staccato.
A vincere è così Duncan al suo primo e unico successo iridato, che tiene a bada l'arrembante Shinozuka, riuscendo a non vanificare quindi il pesante investimento Toyota per questo rally.
Dietro a Duncan e Shinozuka arriva Auriol con un'insperata rimonta.
Al suo ritorno in Europa in vista del successivo rally di Francia in Corsica, si registra il fatto che Jean-François Delecour ha avuto un terribile incidente stradale che lo costringerà a rimanere fuori dalle competizioni fino al Rally di Finlandia.
La Ford dunque affida la Escort del francese a Gianfranco Cunico che però esce di strada dopo aver disputato una buona gara, come pure Colin McRae che quindi ha solo un punto (conquistato grazie al decimo posto a Montecarlo) in classifica. La Subaru in ogni caso si presenta al via del rally di Corsica con un'Impreza molto migliorata e Sainz difatti dà subito filo da torcere ad Auriol che cerca di scappare al comando.
Gli sforzi di Sainz però sono inutili: vince la Toyota e lo stesso Sainz che deve quindi accontentarsi del secondo gradino del podio.
Dietro al pilota spagnolo della Subaru si piazzano Aghini e Kankkunen, mentre le Ford di Biasion e Thiry si piazzano quinta e sesta.
Con questa vittoria comunque Didier Auriol si porta in testa al campionato piloti con 47 punti contro i 45 di Kankkunen e i 37 di Sainz che, vista l'assenza di Delecour, sono i suoi diretti avversari per il titolo.

La Impreza 555 ottiene in questa stagione la sua prima vittoria all'Acropoli grazie a Carlos Sainz; nel corso del 1994 la berlina Subaru trova altre due affermazioni per mano del giovane Colin McRae, insidiando seriamente la connazionale Toyota nel campionato marche.

Con questi aggiornamenti di classifica si arriva in Grecia dove si corre il rally dell'Acropoli. Le Impreza si portano in testa alla gara, con Sainz e Mcrae che dominano, ma la prima doppietta Subaru, che sembra ormai cosa fatta, però non si verificherà dato che una svista del team costringerà Mcrae a essere escluso dalla classifica finale e così, dietro a Carlos Sainz, arriva la Mitsubishi di Armin Schwarz seguita dalla Toyota di Juha Kankkunen, mentre Didier Auriol è costretto a ritirarsi per un problema al motore. Sorprendente quarto posto per Alex Fiorio che riporta alla ribalta nel mondiale l'ancora competitiva Lancia Delta HF Evoluzione del piccolo team italiano Astra Racing.
Il successo appena ottenuto è molto importante per il pilota spagnolo della Subaru: Sainz infatti non vinceva più una prova del Mondiale dal rally di Inghilterra 1992 e ora grazie a questa vittoria sembra aver ritrovato la fiducia nei propri mezzi.
In Argentina, tappa successiva del Campionato, il duello tra Toyota e Subaru si fa sempre più acceso; mentre la Ford, dopo aver capito che Biasion e Thiry non sono in grado di lottare per la vittoria, cerca di non perdere troppo margine in classifica costruttori affidando la terza Escort al campione del mondo 1981 Ari Vatanen, che prima guidava una Escort non ufficiale.
La lotta per la vittoria del rally è un duello sul filo dei secondi tra Auriol e Sainz; mentre Kankkunen, Mcrae e Biasion per cercare di inseguirli rompono le proprie vetture e sono costretti a ritirarsi dalla gara.
Così, dietro al vincitore Auriol che precede Sainz per soli sei secondi, si piazzano nell'ordine Vatanen, Thiry e Recalde.
Dopo questa gara, i team si spostano in Nuova Zelanda per l'omonimo rally.
A vincere questa prova sarà lo scozzese Mcrae che precede la Celica di Kankkunen, le Lancer di Schwarz ed Eriksson e la Celica di Auriol. Con questi ultimi risultati il pilota finlandese della Toyota affianca Sainz (costretto a ritirarsi per un problema al propulsore) in classifica generale dietro ad Auriol, che si porta al comando della stessa a tre gare dalla fine grazie agli otto punti ottenuti che spettano al quinto in classifica.
La gara però, oltre che per questi importanti spostamenti in classifica, verrà ricordata per lo spaventoso incidente che coinvolge Ari Vatanen, comunque rimasto senza conseguenze.
L'ottava prova del Campionato Gruppo A prevede il ritorno in Europa per il rally di Finlandia, dove rientra il francese Delecour.
La Ford dunque per affiancarlo, oltre alla solita Escort per Bruno Thiry, sceglie di dare un'opportunità a Tommi Mäkinen; pilota giovane che nel 1993 era giunto quarto con una Lancia privata nella stessa gara.
Ed è proprio Makinen che, dopo gli inconvenienti che manderanno Kankkunen nelle retrovie, lotterà con Sainz e Auriol per la vittoria del rally dei Millelaghi.
A spuntarla alla fine sarà proprio Tommi Mäkinen che centra la sua prima vittoria nel mondiale e dimostra a tutti che la Escort è ancora una macchina competitiva.
Dietro di lui arrivano nell'ordine Didier Auriol, che con il suo secondo posto regala alla Toyota il titolo marche, Carlos Sainz e Delecour; ottimo quarto al ritorno alle corse.
La lotta tra Sainz e Auriol continueràa in Italia; ma prima c'è il rally d'Australia da correre, valido solo per la coppa due litri.
Toyota e Subaru, nonostante la gara non porti punti per il mondiale a loro riservato, mandano in Oceania Kankkunen e Mcrae (così pure la Mitsubishi che spedisce Eriksson) dato che la gara offre comunque ottimi risvolti pubblicitari.
Rimangono a casa a prepararsi per gli ultimi due rally del campionato invece Sainz e Auriol, oltreché tutto il team Ford.
La prova in ogni caso verrà vinta da Mcrae che precede Kankkunen ed Erikkson.

Un'altalenante Ford Escort RS Cosworth, incapace in questa stagione di lottare per il titolo, tuttavia s'impone in due prestigiosi rallye quali il Monte Carlo e il Mille Laghi.

Si arriva così in Italia dove Biasion riprende la sua Escort ai danni di Makinen (che quindi passa alla Mitsubishi) e la sfida tra Sainz e Auriol è sempre più intensa.
Da segnalare in questa gara il debutto del modello Toyota per il 1995, la Celica GT-Four, portata in gara da Kankkunen (settimo al traguardo).
Lo spagnolo della Subaru è determinatissimo a portare a tre i titoli mondiali e si porta subito al comando nelle prime tappe su sterrato.
Auriol però (sulla vecchia ma solida Celica Turbo 4WD) non molla e riesce a riavvicinare Carlos nelle successive tappe sull'asfalto, suo terreno da gara preferito; lasciando così che tutto si decida sull'asfalto della Liguria nell'ultima parte del rally.
Nei tratti liguri il transalpino della Toyota recupera sempre di più anche perché il motore della Subaru di Sainz accusa qualche problema.
Nell'ultima prova il francese passa il madrileno e va a vincere la gara italiana seguito dallo stesso Sainz, da Biasion, da Thiry e da Mcrae.
Tommi Mäkinen invece al suo debutto con la Lancer è costretto a ritirarsi per via di un problema alle sospensioni, mentre Delecour si ferma con il motore rotto mentre stava disputando una buona gara.
Dopo la gara italiana si corre il rally di Catalogna, valido solo per la coppa due litri e quindi ininfluente per il Mondiale Gruppo A.
Ci si aspetta una vittoria di Makinen che è impegnato in questo campionato con la Nissan, ma il giovane finlandese è tradito dal cambio e lascia strada libera a Enrico Bertone, che vince con la sua Celica davanti alla Renault Clio Williams di Oriol Gomez e alla Nissan Sunny di Salvador Servià.
Si arriva così al Rally di Gran Bretagna, ultimo appuntamento della stagione, con Auriol in vantaggio di undici punti su Sainz: punti che non sono pochi, ma non sono tali da mettere il francese al sicuro da sorprese.
Con queste premesse il rally inizia e Sainz, che è secondo dietro a Mcrae, sembra essere fortunato dato che prima l'urto contro una roccia, poi una uscita di pista ed infine problemi al turbo fanno perdere ad Auriol minuti preziosi.
Tutto sembra finito per il francese, fino a che Sainz non compie una pesante leggerezza e termina la sua corsa con un'uscita di strada.
Mcrae consola almeno in minima parte la Subaru portando a casa la vittoria dopo un lungo dominio della corsa; dietro di lui arriveranno Juha Kankkunen, Bruno Thiry e le due Escort semi ufficiali di Stig Blomqvist e Ari Vatanen; mentre Makinen conclude al nono posto e le Ford di Delecour e Biasion non arriveranno al traguardo.
Il pilota campione del mondo in questa stagione è stato per la prima e ultima volta Didier Auriol con la sua Toyota Celica Turbo 4WD, contribuendo anche a regalare il titolo marche alla casa giapponese.

## Risultati
| #  | Rally                                  | Tappe              | Podio                                                                                         | Auto                                                                             |
| -- | -------------------------------------- | ------------------ | --------------------------------------------------------------------------------------------- | -------------------------------------------------------------------------------- |
| 1  | 62ème Rallye Automobile de Monte-Carlo | 22-27 gennaio      | 1. François Delecour (6h:12m:20s) 2. Juha Kankkunen (6h:13m:25s) 3. Carlos Sainz (6h:14m:07s) | 1. Ford Escort RS Cosworth 2. Toyota Celica Turbo 4WD 3. Subaru Impreza 555      |
| 2  | 28º TAP Rallye de Portugal             | 1-4 marzo          | 1. Juha Kankkunen (6h:20m:59s) 2. Didier Auriol (6h:21m:39s) 3. Miki Biasion (6h:21m:49s)     | 1. Toyota Celica Turbo 4WD 2. Toyota Celica Turbo 4WD 3. Ford Escort RS Cosworth |
| 3  | 42nd Trustbank Safari Rally            | 31 marzo-3 aprile  | 1. Ian Duncan (20h:49m) 2. Kenjirō Shinozuka (21h:14m) 3. Didier Auriol (21h:59m)             | 1. Toyota Celica Turbo 4WD 2. Mitsubishi Evo 2 3. Toyota Celica Turbo 4WD        |
| 4  | 38ème Tour de Corse - Rallye de France | 5-7 maggio         | 1. Didier Auriol (5h:57m:46s) 2. Carlos Sainz (5h:58m:47s) 3. Andrea Aghini (5h:59m:57s)      | 1. Toyota Celica Turbo 4WD 2. Subaru Impreza 555 3. Toyota Celica Turbo 4WD      |
| 5  | 41st Acropolis Rally                   | 29-31 maggio       | 1. Carlos Sainz (6h:36m:38s) 2. Armin Schwarz (6h:40m:39s) 3. Juha Kankkunen (6h:42m:31s)     | 1. Subaru Impreza 555 2. Mitsubishi Evo 2 3. Toyota Celica Turbo 4WD             |
| 6  | 14º Rally Argentina                    | 30 giugno-2 luglio | 1. Didier Auriol (5h:50m:42s) 2. Carlos Sainz (5h:50m:48s) 3. Ari Vatanen (5h:57m:22s)        | 1. Toyota Celica Turbo 4WD 2. Subaru Impreza 555 3. Ford Escort RS Cosworth      |
| 7  | 24th Rothmans Rally of New Zealand     | 29-31 luglio       | 1. Colin McRae (5h:39m:56s) 2. Juha Kankkunen (5h:42m:10s) 3. Armin Schwarz (5h:45m:27s)      | 1. Subaru Impreza 555 2. Toyota Celica Turbo 4WD 3. Mitsubishi Evo 2             |
| 8  | 44th 1000 Lakes Rally                  | 26-28 agosto       | 1. Tommi Mäkinen (4h:33m:44s) 2. Didier Auriol (4h:34m:06s) 3. Carlos Sainz (4h:34m:48s)      | 1. Ford Escort RS Cosworth 2. Toyota Celica Turbo 4WD 3. Subaru Impreza 555      |
| 9  | 36º Rallye Sanremo - Rallye d'Italia   | 9-12 ottobre       | 1. Didier Auriol (5h:56m:40s) 2. Carlos Sainz (5h:57m:01s) 3. Miki Biasion (5h:57m:27s)       | 1. Toyota Celica Turbo 4WD 2. Subaru Impreza 555 3. Ford Escort RS Cosworth      |
| 10 | 50th Network Q Rally                   | 20-23 novembre     | 1. Colin McRae (5h:17m:25s) 2. Juha Kankkunen (5h:20m:58s) 3. Bruno Thiry (5h:27m:37s)        | 1. Subaru Impreza 555 2. Toyota Celica GT-Four 3. Ford Escort RS Cosworth        |

## Dislocazione eventi
|                |                  |                     |                          |
| Nero = Asfalto | Marrone = Ghiaia | Blu = Neve/Ghiaccio | Rosso = Superficie mista |

## Classifiche

### Costruttori
| Pos. | Squadra    |    |    |    |    |    |    |    |    |    |    | Tot. |
| ---- | ---------- | -- | -- | -- | -- | -- | -- | -- | -- | -- | -- | ---- |
| 1    | Toyota     | 17 | 20 | 20 | 20 | 14 | 20 | 17 | 17 | 20 | 17 | 151  |
| 2    | Subaru     | 14 | 12 | 15 | 17 | 20 | 17 | 20 | 14 | 17 | 20 | 140  |
| 3    | Ford       | 20 | 14 | -  | 10 | 10 | 14 | -  | 20 | 14 | 14 | 116  |
| NC   | Mitsubishi | 10 | -  | -  | -  | 17 | -  | 14 | -  | -  | -  | 41   |

### Piloti
| Pos. | Pilota              |    |    |    |    |    |    |    |    |    |    | Tot. |
| ---- | ------------------- | -- | -- | -- | -- | -- | -- | -- | -- | -- | -- | ---- |
| 1    | Didier Auriol       | -  | 15 | 12 | 20 | -  | 20 | 8  | 15 | 20 | 6  | 116  |
| 2    | Carlos Sainz        | 12 | 10 | -  | 15 | 20 | 15 | -  | 12 | 15 | -  | 99   |
| 3    | Juha Kankkunen      | 15 | 20 | -  | 10 | 12 | -  | 15 | 2  | 4  | 15 | 93   |
| 4    | Colin McRae         | 1  | -  | -  | -  | -  | -  | 20 | -  | 8  | 20 | 49   |
| 5    | Bruno Thiry         | 6  | -  | -  | 6  | -  | 10 | -  | -  | 10 | 12 | 44   |
| 6    | Miki Biasion        | 10 | 12 | -  | 8  | -  | -  | -  | -  | 12 | -  | 42   |
| 7    | Armin Schwarz       | 4  | -  | -  | -  | 15 | -  | 12 | -  | -  | -  | 31   |
| 8    | François Delecour   | 20 | -  | -  | -  | -  | -  | -  | 10 | -  | -  | 30   |
| 9    | Ari Vatanen         | -  | -  | -  | -  | 8  | 12 | -  | -  | -  | 8  | 28   |
| 10   | Tommi Mäkinen       | -  | -  | -  | -  | -  | -  | -  | 20 | -  | 2  | 22   |
| 11   | Ian Duncan          | -  | -  | 20 | -  | -  | -  | -  | -  | -  | -  | 20   |
| 12   | Kenneth Eriksson    | 8  | -  | -  | -  | -  | -  | 10 | -  | -  | -  | 18   |
| 13   | Kenjirō Shinozuka   | -  | -  | 15 | -  | -  | -  | -  | -  | -  | -  | 15   |
| 14   | Andrea Aghini       | -  | -  | -  | 12 | -  | -  | -  | -  | -  | -  | 12   |
| 15=  | Patrick Njiru       | -  | -  | 10 | -  | -  | -  | -  | -  | -  | -  | 10   |
| 15=  | Alex Fiorio         | -  | -  | -  | -  | 10 | -  | -  | -  | -  | -  | 10   |
| 15=  | Stig Blomqvist      | -  | -  | -  | -  | -  | -  | -  | -  | -  | 10 | 10   |
| 18   | Rudi Stohl          | -  | -  | 6  | -  | -  | 4  | -  | -  | -  | -  | 10   |
| 19=  | Fernando Peres      | -  | 8  | -  | -  | -  | -  | -  | -  | -  | -  | 8    |
| 19=  | Richard Burns       | -  | -  | 8  | -  | -  | -  | -  | -  | -  | -  | 8    |
| 19=  | Jorge Recalde       | -  | -  | -  | -  | -  | 8  | -  | -  | -  | -  | 8    |
| 19=  | Marcus Grönholm     | -  | -  | -  | -  | -  | -  | -  | 8  | -  | -  | 8    |
| 23   | Malcolm Wilson      | -  | -  | -  | -  | 6  | -  | -  | -  | 2  | -  | 8    |
| 24   | Yoshio Fujimoto     | -  | -  | -  | -  | 4  | -  | 4  | -  | -  | -  | 8    |
| 25=  | José Carlos Macedo  | -  | 6  | -  | -  | -  | -  | -  | -  | -  | -  | 6    |
| 25=  | Jorge Bescham       | -  | -  | -  | -  | -  | 6  | -  | -  | -  | -  | 6    |
| 25=  | Joe McAndrew        | -  | -  | -  | -  | -  | -  | 6  | -  | -  | -  | 6    |
| 25=  | Lasse Lampi         | -  | -  | -  | -  | -  | -  | -  | 6  | -  | -  | 6    |
| 25=  | Franco Cunico       | -  | -  | -  | -  | -  | -  | -  | -  | 6  | -  | 6    |
| 30   | Jesús Puras         | -  | -  | -  | -  | -  | -  | -  | 5  | -  | -  | 5    |
| 31=  | Raphael Sperrer     | -  | 4  | -  | -  | -  | -  | -  | -  | -  | -  | 4    |
| 31=  | Karim Hirji         | -  | -  | -  | 4  | -  | -  | -  | -  | -  | -  | 4    |
| 31=  | Patrick Bernardini  | -  | -  | -  | -  | -  | 4  | -  | -  | -  | -  | 4    |
| 31=  | Thomas Rådström     | -  | -  | -  | -  | -  | -  | 4  | -  | -  | -  | 4    |
| 31=  | Gwyndaf Evans       | -  | -  | -  | -  | -  | -  | -  | -  | -  | 4  | 4    |
| 36=  | Pierre-Manuel Jenot | 3  | -  | -  | -  | -  | -  | -  | -  | -  | -  | 3    |
| 36=  | Sammy Aslam         | -  | 3  | -  | -  | -  | -  | -  | -  | -  | -  | 3    |
| 36=  | Jean Ragnotti       | -  | -  | -  | -  | -  | -  | 3  | -  | -  | -  | 3    |
| 36=  | Aris Vovos          | -  | -  | -  | -  | -  | -  | -  | 3  | -  | -  | 3    |
| 36=  | Isolde Holderied    | -  | -  | -  | -  | -  | -  | -  | 3  | -  | -  | 3    |
| 36=  | Brian Stokes        | -  | -  | -  | -  | -  | -  | -  | 3  | -  | -  | 3    |
| 36=  | Jarmo Kytölehto     | -  | -  | -  | -  | -  | -  | -  | 3  | -  | -  | 3    |
| 36=  | Piero Longhi        | -  | -  | -  | -  | -  | -  | -  | -  | 3  | -  | 3    |
| 36=  | Jan Habig           | -  | -  | -  | -  | -  | -  | -  | -  | -  | 3  | 3    |
| 45=  | Rui Madeira         | -  | 2  | -  | -  | -  | -  | -  | -  | -  | -  | 2    |
| 45=  | Rob Hellier         | -  | -  | 2  | -  | -  | -  | -  | -  | -  | -  | 2    |
| 45=  | Serge Jordan        | -  | -  | -  | 2  | -  | -  | -  | -  | -  | -  | 2    |
| 45=  | Emil Triner         | -  | -  | -  | -  | 2  | -  | -  | -  | -  | -  | 2    |
| 45=  | Gabriel Raies       | -  | -  | -  | -  | -  | 2  | -  | -  | -  | -  | 2    |
| 45=  | Ed Ordynski         | -  | -  | -  | -  | -  | -  | 2  | -  | -  | -  | 2    |
| 51   | Pavel Sibera        | -  | 1  | -  | -  | 1  | -  | -  | -  | -  | -  | 2    |
| 52=  | Azar Anwar          | -  | -  | 1  | -  | -  | -  | -  | -  | -  | -  | 1    |
| 52=  | Marco Massarotto    | -  | -  | -  | 1  | -  | -  | -  | -  | -  | -  | 1    |
| 52=  | Gustavo Ramonda     | -  | -  | -  | -  | -  | 1  | -  | -  | -  | -  | 1    |
| 52=  | Kiyoshi Inoue       | -  | -  | -  | -  | -  | -  | 1  | -  | -  | -  | 1    |
| 52=  | Olli Harkki         | -  | -  | -  | -  | -  | -  | -  | 1  | -  | -  | 1    |
| 52=  | Jorge Bica          | -  | -  | -  | -  | -  | -  | -  | -  | 1  | -  | 1    |
| 52=  | Grégoire de Mevius  | -  | -  | -  | -  | -  | -  | -  | -  | -  | 1  | 1    |
| Pos. | Pilota              |    |    |    |    |    |    |    |    |    |    | Tot. |